# 陳燿 (嘉靖進士)
陳燿（15世紀—1550年7月24日），字德孚，北直隸河間府靜海縣人，明朝政治人物。

## 生平
陳燿十歲已經懂得寫數千字日記，為文暢朗有古氣派，嘉靖四年（1525年）中舉人，次年（1526年）未婚聯捷進士，獲授刑部員外郎、河南司郎中，尚書唐龍經常對部屬說：「判決必經陳郎中手，才能說是沒有枉縱。」恤刑河南多年，疑獄很快判決，老官傾服呼為神明；首輔張璁兼任經筵，重視他的文學修養，令他編集講語錄，其中多用諷諫言詞。
嘉靖十六年（1537年）陳燿陞任湖廣按察司副使，改任山西冀南道兵備副使，二十二年（1543年）因為失謫誤任萊州同知，其後陳燿擔任大同知府，再復陞山西副使、督糧參政。當時邊境糧餉缺乏，他轉運有方不至告匱。再陞河南按察使，政簡刑清，開封人民有歌謠：「前有鄭廉，後有陳廉，同起靜海，心慈令嚴。」來稱頌他；二十八年十一月陞都察院右僉都御史、大同巡撫，於庚戌之變後獲罪被杖殺，隆慶二年（1568年）其子以同罪的郭宗皋例請復其父親原職得允。

## 引用
1. 1 2  同治《靜海縣志·卷十六·人物志》：陳燿，字德孚，嘉靖乙酉舉人，弱冠未婚聯捷進士。生而頴異，十歲工文，日記數千言，為文暢朗有古氣；厯陞刑部員外、郎中，訊斷明決，尚書唐龍甲常謂諸司曰：「獄必經陳郎中手，始無枉縱。」恤刑河南數十年，疑獄一語立剖，老吏傾服呼為神明；太宰張孚敬兼經筵，重其文學，令編摩進講語錄，燿多用諷諫語。尋陞湖廣副使，復除冀南兵備，以詿誤謫萊州府同知，復陞山西督糧參政。時邊餉缺乏，燿轉運有方不至告匱，再陞河南按察使，政簡刑清，汴民為謠曰：「前有鄭廉，後有陳廉，同起靜海，心慈令嚴。」會推大同巡撫，僉都御史。
2. ↑  《明世宗肅皇帝實錄·卷二百七》：（嘉靖十六年十二月）乙丑陞刑部河南司郎中陳燿為湖廣按察司副使，南京刑部雲南司郎中蔣卿為山東按察司僉事。
3. ↑  《明世宗肅皇帝實錄·卷二百七十三》：（嘉靖二十二年四月）甲申降山西按察司副使陳燿為萊州府同知，僉事趙瀛為鄖陽府通判，治去秋山西失事罪也。
4. ↑  《明世宗肅皇帝實錄·卷三百十七》：（嘉靖二十五年十一月乙丑）謀反宗室充灼等既伏誅……參議李磐、蘇志皋，僉事江南、蒲澤，大同知府陳燿、通判于慧等皆佐謀宣力……
5. ↑  《明世宗肅皇帝實錄·卷三百六十二》：（嘉靖二十九年閏六月）癸酉命錦衣衛械繫總督宣期郎郭宗皋、巡撫大同都御史陳燿至京訊鞫……宗皋燿命錦衣衛差官校械繫之，既至，命各杖于廷，燿死杖下，宗皋謫戍邊。
6. ↑  《明穆宗莊皇帝實錄·卷十六》：（隆慶二年正月己卯）復故都察院右僉都御史陳燿原職，初燿巡撫大同以失事與總督郭宗皋俱徵下獄謫戍邊，燿尋卒，時宗皋已復官，燿子以例請吏部議覆從之。